# Élections législatives de 1968 en Gironde
Les élections législatives françaises de 1968 se déroulent les 23 et 30 juin 1968. Dans le département de la Gironde, dix députés sont à élire dans le cadre de dix circonscriptions.

## Élus
| Circonscription | Député sortant                                    | Parti | Parti       | Député élu ou réélu   | Parti | Parti       |
| --------------- | ------------------------------------------------- | ----- | ----------- | --------------------- | ----- | ----------- |
| 1re             | Jean Valleix                                      |       | UDR         | Jean Valleix          |       | UDR         |
| 2e              | Jacques Chaban-Delmas                             |       | UDR         | Jacques Chaban-Delmas |       | UDR         |
| 3e              | Henri Deschamps                                   |       | FGDS (SFIO) | Jacques Grondeau      |       | UDR         |
| 4e              | René Cassagne                                     |       | FGDS (SFIO) | René Cassagne         |       | FGDS (SFIO) |
| 5e              | Aymar Achille-Fould                               |       | CD          | Aymar Achille-Fould   |       | CD          |
| 6e              | Robert Brettes                                    |       | FGDS (SFIO) | Robert Brettes        |       | FGDS (SFIO) |
| 7e              | Franck Cazenave                                   |       | CNIP        | Franck Cazenave       |       | CNIP        |
| 8e              | Pierre Lagorce                                    |       | FGDS (SFIO) | Pierre Lagorce        |       | FGDS (SFIO) |
| 9e              | Jacques Boyer-Andrivet suppléant de Robert Boulin |       | RI          | Robert Boulin         |       | UDR         |
| 10e             | Jacques Maugein                                   |       | FGDS (CIR)  | Gérard Deliaune       |       | UDR         |

## Résultats

### Résultats à l'échelle du département
| Parti          | Parti                                           | Premier tour | Premier tour | Second tour | Second tour | Sièges |
| Parti          | Parti                                           | Voix         | %            | Voix        | %           | Sièges |
| -------------- | ----------------------------------------------- | ------------ | ------------ | ----------- | ----------- | ------ |
|                | Union pour la défense de la République          | 181 976      | 40,42        | 173 413     | 48,63       | 5      |
|                | Républicains indépendants                       | 9 698        | 2,15         | Retrait     | Retrait     | 0      |
|                | Union des républicains de progrès               | 191 674      | 42,57        | 173 413     | 48,63       | 5      |
|                |                                                 |              |              |             |             |        |
|                | Section française de l'Internationale ouvrière  | 74 660       | 16,58        | 98 055      | 27,50       | 3      |
|                | Parti radical                                   | 23 243       | 5,16         | 22 284      | 6,25        | 0      |
|                | Convention des institutions républicaines       | 23 063       | 5,12         | 15 647      | 4,39        | 0      |
|                | Fédération de la gauche démocrate et socialiste | 120 966      | 26,87        | 135 986     | 38,14       | 3      |
|                |                                                 |              |              |             |             |        |
|                | Progrès et démocratie moderne                   | 65 407       | 14,53        | 47 173      | 13,23       | 2      |
|                | Parti communiste français                       | 60 504       | 13,44        | Retrait     | Retrait     | 0      |
|                | Parti socialiste unifié                         | 9 606        | 2,13         |             |             | 0      |
|                | Extrême droite                                  | 2 050        | 0,46         | 0           |             |        |
|                |                                                 |              |              |             |             |        |
| Inscrits       | Inscrits                                        | 583 162      | 100,00       | 487 356     | 100,00      | 10     |
| Abstentions    | Abstentions                                     | 126 811      | 21,75        | 121 040     | 24,84       |        |
| Votants        | Votants                                         | 456 351      | 78,25        | 366 316     | 75,16       |        |
| Blancs et nuls | Blancs et nuls                                  | 6 144        | 1,35         | 9 744       | 2,66        |        |
| Exprimés       | Exprimés                                        | 450 207      | 98,65        | 356 572     | 97,34       |        |

### Résultats par circonscription

#### Première circonscription (Bordeaux-I)
| Candidat       | Candidat                   | Parti          | Premier tour | Premier tour | Second tour | Second tour |  |
| Candidat       | Candidat                   | Parti          | Voix         | %            | Voix        | %           |  |
| -------------- | -------------------------- | -------------- | ------------ | ------------ | ----------- | ----------- |  |
|                | Jean Valleix sortant réélu | UDR (URP)      | 28 122       | 47,43        | 31 552      | 58,61       |  |
|                | Raymond Julien             | FGDS (Radical) | 10 479       | 17,67        | 22 284      | 41,39       |  |
|                | Jacques Cougoul            | CD (PDM)       | 10 401       | 17,54        | Retrait     | Retrait     |  |
|                | François Rivière           | PCF            | 7 646        | 12,89        |             |             |  |
|                | Maurice Carmona            | PSU            | 2 648        | 4,47         |             |             |  |
|                |                            |                |              |              |             |             |  |
| Inscrits       | Inscrits                   | Inscrits       | 76 656       | 100,00       | 76 654      | 100,00      |  |
| Abstentions    | Abstentions                | Abstentions    | 16 870       | 22,01        | 21 513      | 28,07       |  |
| Votants        | Votants                    | Votants        | 59 786       | 77,99        | 55 141      | 71,93       |  |
| Blancs et nuls | Blancs et nuls             | Blancs et nuls | 490          | 0,82         | 1 305       | 2,37        |  |
| Exprimés       | Exprimés                   | Exprimés       | 59 296       | 99,18        | 53 836      | 97,63       |  |

#### Deuxième circonscription (Bordeaux-II)
|                | Jacques Chaban-Delmas sortant réélu | UDR (URP)      | 15 956 | 52,22  |  |  |  |
|                | Gabriel Taïx                        | FGDS (CIR)     | 5 431  | 17,78  |  |  |  |
|                | Adrien Junca                        | CD (PDM)       | 5 040  | 16,5   |  |  |  |
|                | Michel Cardoze                      | PCF            | 2 909  | 9,52   |  |  |  |
|                | Bernard Mazon                       | PSU            | 1 217  | 3,98   |  |  |  |
|                |                                     |                |        |        |  |  |  |
| Inscrits       | Inscrits                            | Inscrits       | 40 725 | 100,00 |  |  |  |
| Abstentions    | Abstentions                         | Abstentions    | 9 980  | 24,51  |  |  |  |
| Votants        | Votants                             | Votants        | 30 745 | 75,49  |  |  |  |
| Blancs et nuls | Blancs et nuls                      | Blancs et nuls | 192    | 0,62   |  |  |  |
| Exprimés       | Exprimés                            | Exprimés       | 30 553 | 99,38  |  |  |  |

#### Troisième circonscription (Bordeaux-III)
| Candidat       | Candidat                | Parti          | Premier tour | Premier tour | Second tour | Second tour |  |
| Candidat       | Candidat                | Parti          | Voix         | %            | Voix        | %           |  |
| -------------- | ----------------------- | -------------- | ------------ | ------------ | ----------- | ----------- |  |
|                | Jacques Grondeau élu    | UDR (URP)      | 17 583       | 44,53        | 18 826      | 50,41       |  |
|                | Henri Deschamps sortant | FGDS (SFIO)    | 13 085       | 33,14        | 18 520      | 49,59       |  |
|                | Henri Dubreuil          | PCF            | 5 020        | 12,71        |             |             |  |
|                | André Demarqc           | Extrême droite | 2 050        | 5,19         |             |             |  |
|                | Yves Hervouet           | PSU            | 1 745        | 4,42         |             |             |  |
|                |                         |                |              |              |             |             |  |
| Inscrits       | Inscrits                | Inscrits       | 52 805       | 100,00       | 52 805      | 100,00      |  |
| Abstentions    | Abstentions             | Abstentions    | 12 893       | 24,42        | 14 886      | 28,19       |  |
| Votants        | Votants                 | Votants        | 39 912       | 75,58        | 37 919      | 71,81       |  |
| Blancs et nuls | Blancs et nuls          | Blancs et nuls | 429          | 1,07         | 573         | 1,51        |  |
| Exprimés       | Exprimés                | Exprimés       | 39 483       | 98,93        | 37 346      | 98,49       |  |

#### Quatrième circonscription (Créon)
| Candidat       | Candidat                    | Parti          | Premier tour | Premier tour | Second tour | Second tour |  |
| Candidat       | Candidat                    | Parti          | Voix         | %            | Voix        | %           |  |
| -------------- | --------------------------- | -------------- | ------------ | ------------ | ----------- | ----------- |  |
|                | René Cassagne sortant réélu | FGDS (SFIO)    | 18 949       | 43,19        | 25 753      | 62          |  |
|                | Alban Bordes                | UDR (URP)      | 15 250       | 34,76        | 15 783      | 38          |  |
|                | Pierre Degeilh              | PCF            | 8 176        | 18,63        | Retrait     | Retrait     |  |
|                | Henri Souque                | PSU            | 1 501        | 3,42         |             |             |  |
|                |                             |                |              |              |             |             |  |
| Inscrits       | Inscrits                    | Inscrits       | 57 303       | 100,00       | 57 279      | 100,00      |  |
| Abstentions    | Abstentions                 | Abstentions    | 12 630       | 22,04        | 15 122      | 26,4        |  |
| Votants        | Votants                     | Votants        | 44 673       | 77,96        | 42 157      | 73,6        |  |
| Blancs et nuls | Blancs et nuls              | Blancs et nuls | 797          | 1,78         | 621         | 1,47        |  |
| Exprimés       | Exprimés                    | Exprimés       | 43 876       | 98,22        | 41 536      | 98,53       |  |

#### Cinquième circonscription (Lesparre-Médoc)
| Candidat       | Candidat                          | Parti          | Premier tour | Premier tour | Second tour | Second tour |  |
| Candidat       | Candidat                          | Parti          | Voix         | %            | Voix        | %           |  |
| -------------- | --------------------------------- | -------------- | ------------ | ------------ | ----------- | ----------- |  |
|                | Aymar Achille-Fould sortant réélu | CD (PDM)       | 13 203       | 30,39        | 22 858      | 55,74       |  |
|                | Jean-François Pintat              | RI (UDR)       | 9 698        | 22,32        | Retrait     | Retrait     |  |
|                | Christian Dussedat                | UDR            | 9 417        | 21,68        | 18 150      | 44,26       |  |
|                | Gérard Gefen                      | FGDS (CIR)     | 6 536        | 15,05        | Retrait     | Retrait     |  |
|                | Louis Godefroy                    | PCF            | 4 589        | 10,56        |             |             |  |
|                |                                   |                |              |              |             |             |  |
| Inscrits       | Inscrits                          | Inscrits       | 55 679       | 100,00       | 55 685      | 100,00      |  |
| Abstentions    | Abstentions                       | Abstentions    | 11 722       | 21,05        | 13 230      | 23,76       |  |
| Votants        | Votants                           | Votants        | 43 957       | 78,95        | 42 455      | 76,24       |  |
| Blancs et nuls | Blancs et nuls                    | Blancs et nuls | 514          | 1,17         | 1 447       | 3,41        |  |
| Exprimés       | Exprimés                          | Exprimés       | 43 443       | 98,83        | 41 008      | 96,59       |  |

#### Sixième circonscription (Mérignac)
| Candidat       | Candidat                     | Parti          | Premier tour | Premier tour | Second tour | Second tour |  |
| Candidat       | Candidat                     | Parti          | Voix         | %            | Voix        | %           |  |
| -------------- | ---------------------------- | -------------- | ------------ | ------------ | ----------- | ----------- |  |
|                | Jean-Claude Dalbos           | UDR (URP)      | 25 525       | 45,02        | 26 640      | 48,21       |  |
|                | Robert Brettes sortant réélu | FGDS (SFIO)    | 18 380       | 32,42        | 28 613      | 51,79       |  |
|                | Claude Scipion               | PCF            | 10 293       | 18,16        | Retrait     | Retrait     |  |
|                | Claude Leriche               | PSU            | 2 495        | 4,4          |             |             |  |
|                |                              |                |              |              |             |             |  |
| Inscrits       | Inscrits                     | Inscrits       | 73 144       | 100,00       | 73 135      | 100,00      |  |
| Abstentions    | Abstentions                  | Abstentions    | 15 567       | 21,28        | 17 132      | 23,43       |  |
| Votants        | Votants                      | Votants        | 57 577       | 78,72        | 56 003      | 76,57       |  |
| Blancs et nuls | Blancs et nuls               | Blancs et nuls | 884          | 1,54         | 750         | 1,34        |  |
| Exprimés       | Exprimés                     | Exprimés       | 56 693       | 98,46        | 55 253      | 98,66       |  |

#### Septième circonscription (Arcachon)
| Candidat       | Candidat                      | Parti          | Premier tour | Premier tour | Second tour | Second tour |  |
| Candidat       | Candidat                      | Parti          | Voix         | %            | Voix        | %           |  |
| -------------- | ----------------------------- | -------------- | ------------ | ------------ | ----------- | ----------- |  |
|                | Robert Duchez                 | UDR (URP)      | 19 152       | 36,74        | 22 659      | 48,24       |  |
|                | Franck Cazenave sortant réélu | CNIP (PDM)     | 16 865       | 32,35        | 24 315      | 51,76       |  |
|                | Daniel Brettes                | FGDS (SFIO)    | 9 769        | 18,74        | Retrait     | Retrait     |  |
|                | Jean Barrière                 | PCF            | 6 341        | 12,16        |             |             |  |
|                |                               |                |              |              |             |             |  |
| Inscrits       | Inscrits                      | Inscrits       | 66 203       | 100,00       | 66 202      | 100,00      |  |
| Abstentions    | Abstentions                   | Abstentions    | 13 309       | 20,1         | 16 380      | 24,74       |  |
| Votants        | Votants                       | Votants        | 52 894       | 79,9         | 49 822      | 75,26       |  |
| Blancs et nuls | Blancs et nuls                | Blancs et nuls | 767          | 1,45         | 2 848       | 5,72        |  |
| Exprimés       | Exprimés                      | Exprimés       | 52 127       | 98,55        | 46 974      | 94,28       |  |

#### Huitième circonscription (Langon)
| Candidat       | Candidat                     | Parti          | Premier tour | Premier tour | Second tour | Second tour |  |
| Candidat       | Candidat                     | Parti          | Voix         | %            | Voix        | %           |  |
| -------------- | ---------------------------- | -------------- | ------------ | ------------ | ----------- | ----------- |  |
|                | Pierre Lagorce sortant réélu | FGDS (SFIO)    | 14 477       | 31,08        | 25 169      | 54,88       |  |
|                | Cyrille Azzola               | UDR (URP)      | 13 716       | 29,44        | 20 689      | 45,12       |  |
|                | François Poutays             | CD (PDM)       | 10 394       | 22,31        | Retrait     | Retrait     |  |
|                | Jean Lafourcade              | PCF            | 7 998        | 17,17        | Retrait     | Retrait     |  |
|                |                              |                |              |              |             |             |  |
| Inscrits       | Inscrits                     | Inscrits       | 58 986       | 100,00       | 59 013      | 100,00      |  |
| Abstentions    | Abstentions                  | Abstentions    | 11 731       | 19,89        | 11 934      | 20,22       |  |
| Votants        | Votants                      | Votants        | 47 255       | 80,11        | 47 079      | 79,78       |  |
| Blancs et nuls | Blancs et nuls               | Blancs et nuls | 670          | 1,42         | 1 221       | 2,59        |  |
| Exprimés       | Exprimés                     | Exprimés       | 46 585       | 98,58        | 45 858      | 97,41       |  |

#### Neuvième circonscription (Libourne)
|                | Robert Boulin sortant réélu | UDR (URP)      | 21 461 | 50,16  |  |  |  |
|                | Lucien Figeac               | FGDS (Radical) | 12 764 | 29,83  |  |  |  |
|                | Jacques Soulignac           | PCF            | 5 318  | 12,43  |  |  |  |
|                | Claude Raby                 | CD (PDM)       | 3 241  | 7,58   |  |  |  |
|                |                             |                |        |        |  |  |  |
| Inscrits       | Inscrits                    | Inscrits       | 55 001 | 100,00 |  |  |  |
| Abstentions    | Abstentions                 | Abstentions    | 11 506 | 20,92  |  |  |  |
| Votants        | Votants                     | Votants        | 43 495 | 79,08  |  |  |  |
| Blancs et nuls | Blancs et nuls              | Blancs et nuls | 711    | 1,63   |  |  |  |
| Exprimés       | Exprimés                    | Exprimés       | 42 784 | 98,37  |  |  |  |

#### Dixième circonscription (Blaye)
| Candidat       | Candidat                | Parti          | Premier tour | Premier tour | Second tour | Second tour |  |
| Candidat       | Candidat                | Parti          | Voix         | %            | Voix        | %           |  |
| -------------- | ----------------------- | -------------- | ------------ | ------------ | ----------- | ----------- |  |
|                | Gérard Deliaune élu     | UDR (URP)      | 15 794       | 44,66        | 19 114      | 54,99       |  |
|                | Jacques Maugein sortant | FGDS (CIR)     | 11 096       | 31,37        | 15 647      | 45,01       |  |
|                | Roland Puyoou           | CD (PDM)       | 6 263        | 17,71        | Retrait     | Retrait     |  |
|                | Jean-Paul Bugeaud       | PCF            | 2 214        | 6,26         |             |             |  |
|                |                         |                |              |              |             |             |  |
| Inscrits       | Inscrits                | Inscrits       | 46 660       | 100,00       | 46 583      | 100,00      |  |
| Abstentions    | Abstentions             | Abstentions    | 10 603       | 22,72        | 10 843      | 23,28       |  |
| Votants        | Votants                 | Votants        | 36 057       | 77,28        | 35 740      | 76,72       |  |
| Blancs et nuls | Blancs et nuls          | Blancs et nuls | 690          | 1,91         | 979         | 2,74        |  |
| Exprimés       | Exprimés                | Exprimés       | 35 367       | 98,09        | 34 761      | 97,26       |  |